# نظریه افسانه بودن عیسی
نظریه افسانه بودن عیسی نظریه‌ای است که شخص عیسی مسیح (عیسی) در تاریخ وجود نداشته‌است. یا به گفتهٔ برت ایرمان که ارل دوهرتی را نقل قول میکند: «عیسی تاریخی وجود ندارد یا اگر هم بوده هیچ ربطی به بنیادگذاری مسیحیت ندارد.»
اکثر  مدافعان این نظریه که به آن ها افسانه پردازان یا میثیست میگویند استدلال سه‌گانه‌ای را به کار می‌گیرند: آنها اعتبار رساله‌های پولس و اناجیل را برای اثبات تاریخی بودن عیسی زیر سؤال می‌برند. آنها استدلال می کنند که در منابع غیر مسیحی مربوط به قرن اول و اوایل قرن دوم اطلاعاتی درباره عیسی وجود ندارد. و آنها استدلال می کنند که مسیحیت اولیه دارای منشأ ترکیبی و اساطیری است، همانطور که در رساله های پولس و اناجیل منعکس شده است، عیسی یک موجود آسمانی است که در اناجیل به او فرم انسانی داده شده است.
همینطور ریچارد کرییر یکی از مدافعان این نظریه عیسی مسیح را با خدایان موتیف مردن و برخاستن مانند اینانا که تاریخشان به قبل مسیح برمیگردد مقایسه میکند.
بین دانشوران مرسوم مطالعات کتاب مقدس مانند برت ایرمان و مدافعان این نظریه مباحثه وجود دارد.